# Bandeira de Zapopan
A Bandeira de Zapopan é um dos símbolos oficiais do município de Zapopan, uma cidade do estado de Jalisco, no México. Foi criada em 2014.

## Descrição
Seu desenho consiste em um retângulo de proporção largura-comprimento de 4:7 dividido em duas faixas verticais de mesma espessura. As cores das faixas são, respctivamente, a partir da esquerda (lado do mastro) verde e ouro.
No meio das duas faixas está um brasão da cidade de Zapopan, a bandeira representa o município do estado de Jalisco.

## Cores
As cores da bandeira são verde e amarelo:
| Cor) | Cor)    | Código Hex HTML |
| ---- | ------- | --------------- |
|      | verde   | #009c3b         |
|      | amarelo | #F1BF00         |